# Torn- och byggnadsur i Stockholm

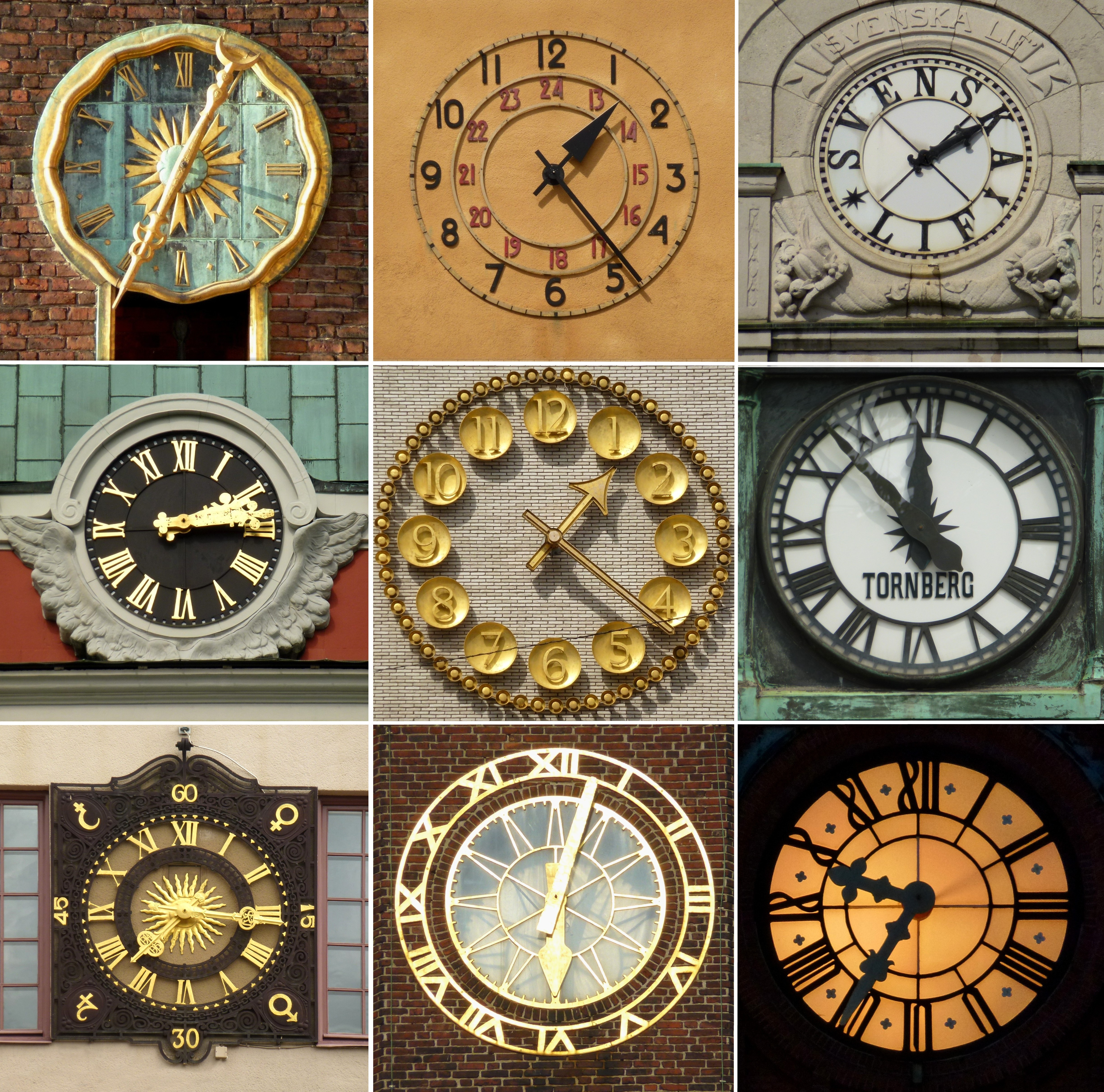
Ett kollage visande några av Stockholms torn- och byggnadsur.
Upptill: Stockholms stadshus, Postgirot (byggnad), Svenska Lifs hus
Mitten: Sankt Jacobs kyrka, Åhléns City, Tornbergs klocka
Nertill: Engelbrektsplan 2, Högalidskyrkan, Klara kyrka.

Stockholms torn- och byggnadsur har en historia som går tillbaka till medeltiden, då kyrkurens slagverk signalerade hel-, halv-, och kvartstimme genom slag på en klocka. Tornur saknade då fortfarande urtavla och visare som angav en exakt tid. Storkyrkan i Stockholm erhöll sitt första tornur 1471 genom Sten Sture den äldres försorg, men då rörde det sig om ett slagur för timslag. Fram till 1697 hade enbart Slottet Tre kronor slagverk för fjärdedelstimmar, som förstördes vid slottsbranden 1697, därefter kompletterades Klara kyrkas tornur med ett fjärdedels-slagverk.
På 1700-talet blev Christopher Polhem känd för sina tornur samt golv- och väggur vilka tillverkades i den egna fabriken, Stjärnsunds manufakturverk i Stjärnsund. Ett av hans urverk stod i Maria Magdalena kyrkas tornur och återfinns idag i Tekniska museet i Stockholm.
Vid 1800-talets slut fanns enbart två större tillverkare av mekaniska verk till torn- och byggnadsur i Stockholm: Linderoths urfabrik vid Drottninggatan 28 och F.W. Tornberg urfabrik & urhandel vid Gustaf Adolfs torg 14. Under 1920- och 30-talen minskade uppdragen och produktionen av mekaniska tornur kraftigt och tornursverkstaden på Linderoths urfabrik lades ner 1942. Samtidigt började elektriska urverk för större ur ta över marknaden.
De äldre stationsuren för Stockholms tunnelbana är en schweizisk designklassiker som 1944 konstruerades för Schweizerische Bundesbahnen och kallas Schweizer Bahnhofsuhr. Den röda sekundvisaren avsåg att påminna om stinsens röda spade.
Brist på underhåll och slitage har medfört att många äldre, mekaniska urverk för torn- och byggnadsur har stannat och moderniserats med elektriska verk. De gamla verken kasseras sedan trots att de utgör en kulturhistorisk del av byggnaden.

## Historisk bakgrund
Tornur var viktiga under en tid då de flesta medborgare saknade egna ur eftersom de var mycket dyrbara. De tidigaste tornuren monterades under medeltiden på kyrktorn, där de kunde höras från långt håll. De saknade urtavla med visare och hade ett  slagverk som angav hel-, halv-, och kvartstimme genom slag på en klocka. Från 1300-talet fanns offentliga tornur i flera italienska städer, som Padua (1344), Genua (1353) och Bologna (1356). Från Italien spred sig sedan inrättningen med offentliga, akustiska tornur över Europa. Senare tillkom även urtavla, till en början endast med timvisare.

## Tidiga tornur i Sverige

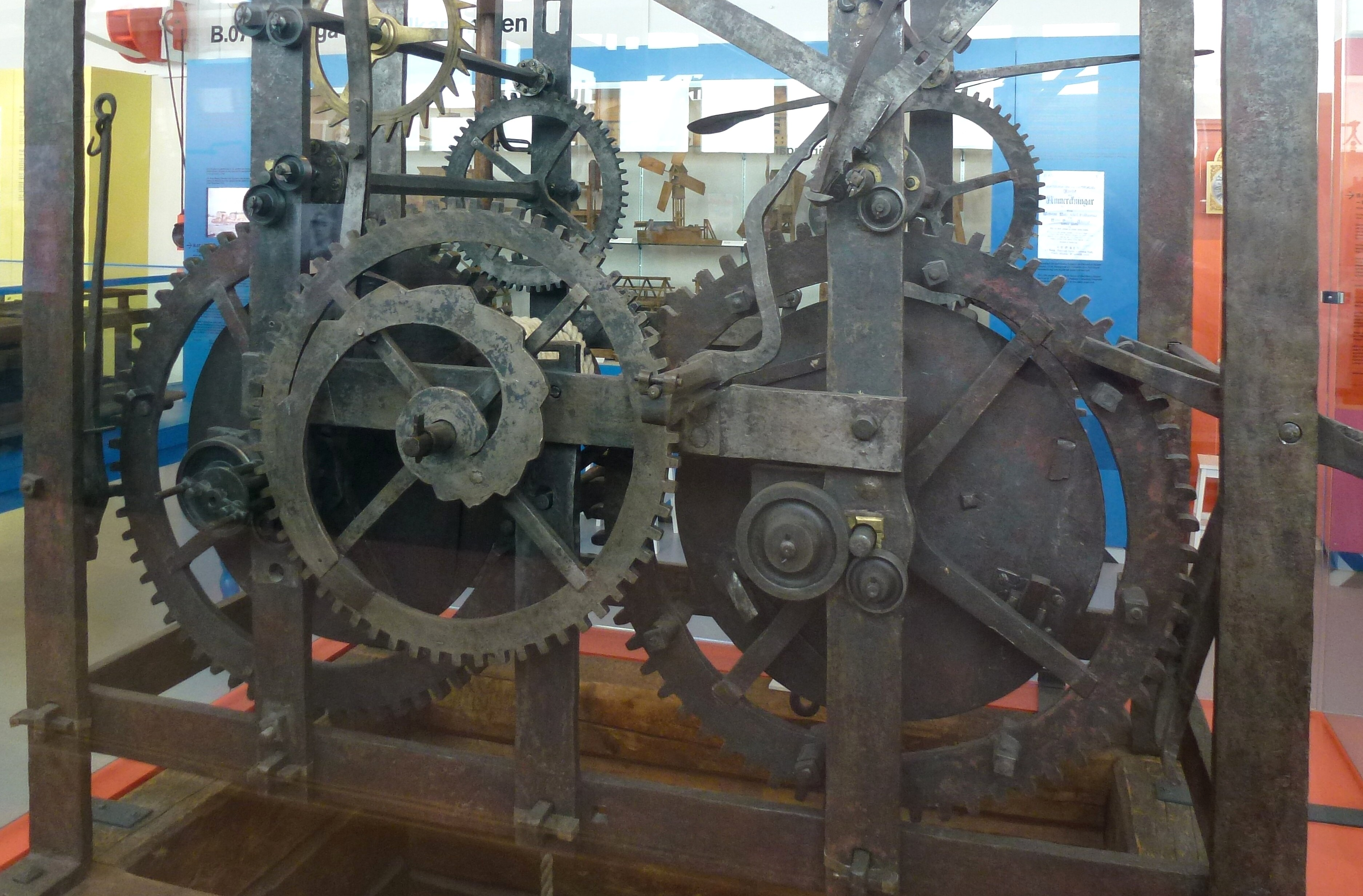
Maria Magdalena kyrkans Polhemsurverk på Tekniska museet.

Det första tornuret i Sverige går tillbaka till början av 1300-talet då Lunds domkyrka fick ett så kallat konstur. Detta ersattes 1380 av ett kalenderur med rörliga figurer. Storkyrkan i Stockholm erhöll sitt första tornur 1471 genom Sten Sture d.ä.s initiativ, men då rörde det sig om ett slagur. På uppdrag av ärkebiskop Jacob Ulfsson Örnklo konstruerade Petrus Astronomus 1502–1506 ett astronomiskt ur till Uppsala domkyrka. Uret kunde visa dagar och timmar, månens upp- och nedgång samt planeternas gång.
Om Klara kyrkas äldsta urverk berättade i början av 1700-talet prästen och historikern Jöran Nordberg bland annat: År 1648 är det första Urwärcket som varit här wid Kyrkan, gjordt i Åbo af Mäster Lorents Mejer hvilken ock själf har öfwerfördt och uppsatt: men Protocollet tillika berätter, har det ej warit af särdeles fasthet. Det rörde sig om ett ur med slagklocka för enbart timslag, själva klockan tillverkades 1649 på Meyerska styckgjuteriet i Stockholm. År 1660 byttes urverket ut mot ett nytt som efter Slottet Tre Kronors brand 1697 kompletterades med ett fjärdedelsslagverk. Vid den tiden hade enbart Slottet Tre kronor slagverk för fjärdedelstimmar. Det hade tystnat genom branden och Klara kyrkas kyrkoråd beslöt då att kyrkans tornur skulle överta den funktionen.
På 1700-talet blev Christopher Polhem känd för sina tornur samt golv- och väggur. De tillverkades på Stjärnsunds manufakturverk i Stjärnsund. Ett av hans urverk visade tiden för Maria Magdalena kyrkas tornur och återfinns idag i Tekniska Museet i Stockholm.
En mytomspunnen urmakare var Johan Tinglöf, som år 1783 färdigställde tornuret för Ekshärads kyrka. När församlingen prutade på det uppgjorda priset lär han ha utbrustit: "Ja, klockan skall gå utan vank och brist men när jag dör skall hon stånda"! Så blev det, först 186 år senare gick klockan igen.

## Tillverkare av mekaniska torn- och byggnadsur
Från mitten av 1700-talet understödde den svenska regeringen urmakare för att främja en inhemsk tillverkning av ur. Det resulterade i att en lång rad skickliga urmakare etablerade sig i Stockholm. Bland dem märks Johan Lindquist som efter utbildning i Paris kom till Stockholm. En annan var Johan Fredman, ålderman i ämbetet 1741-45 och 1748-52. Han, som genom Bellmans diktning blivit en bekant figur, var hovurmakare med alkoholproblem. Alla var specialiserade på att tillverka fickur, bordspendyler och väggur, men inga tornur. Dessa importerades huvudsakligen från Tyskland, England och Schweiz.
Kring 1800-talets slut fanns endast två större tillverkare av mekaniska verk för torn- och byggnadsur i Stockholm: Linderoths urfabrik vid Drottninggatan 28 och F.W. Tornberg urfabrik & urhandel vid Gustaf Adolfs torg 14. Kring sekelskiftet 1900 var lärotiden för en tornurmakare tio år. Som sådan skulle man även kunna laga alla slags klockor, utom fickur. Lönen var då 25 kronor i veckan.

### Linderoths urfabrik

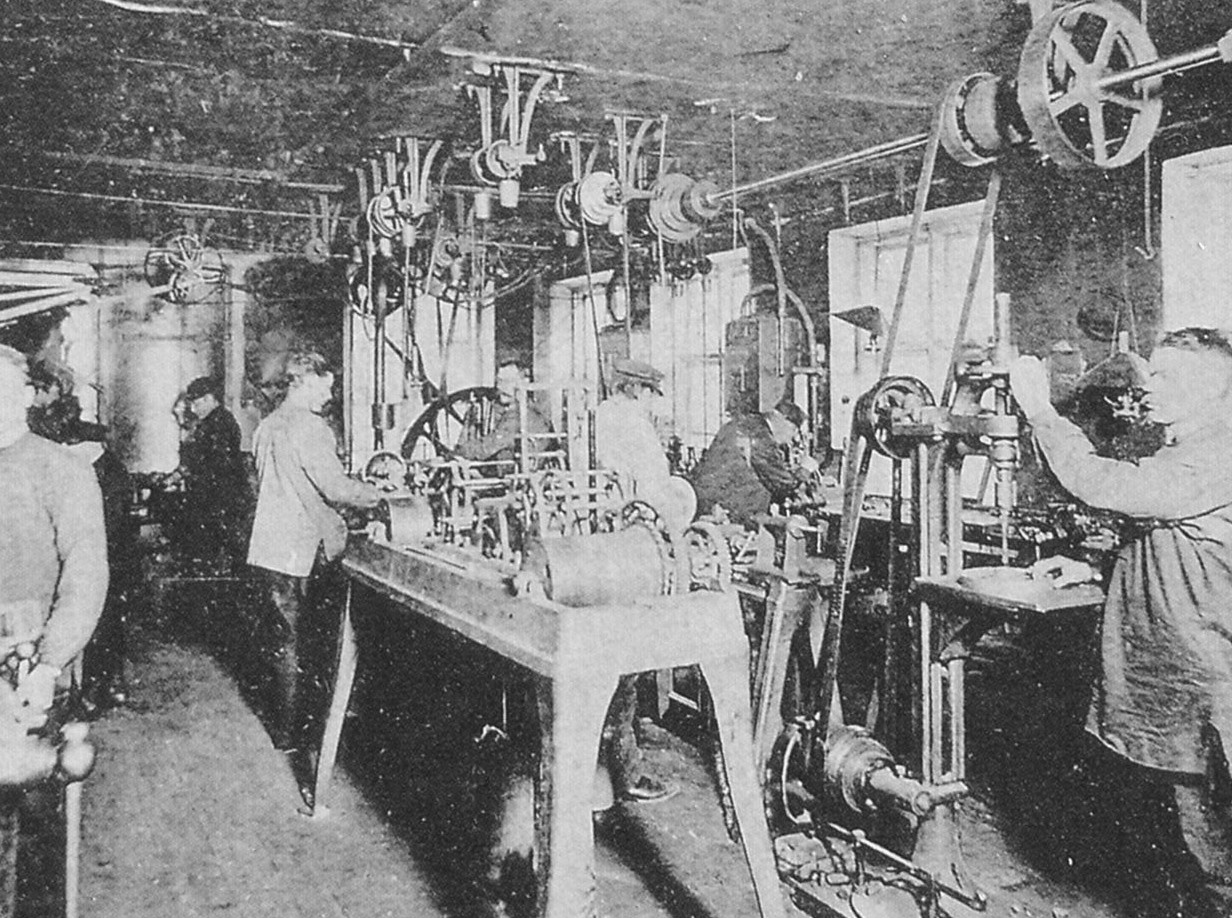
Linderoths tornursverkstad 1890.

År 1844 grundade Gustaf Wilhelm Linderoth tillsammans med hustrun Betty Linderoths urfabrik vid Drottninggatan 28. Även Linderoths tillverkade och importerade till en början mindre ur men det var svårt att få lönsamhet i företaget. En viktig vändning för Linderoths firma inträffade 1853, då Oscar I beställde ett tornur åt det brandskadade Tullgarns slott. Det var nu som Linderoth fick idén att lägga tyngdpunkten på tillverkning av större ur. Så småningom blev Linderoths Sveriges främsta tillverkare av byggnadsur, stationsur, tornur, loggverk, regulatorer och skeppsur. Statens Järnvägar blev en stor beställare av stationsur.
Under sonen Johan Gustaf Linderoth expanderade firman ytterligare. Bland större klockor ur Linderoths produktion som fortfarande (2008) fungerar märks den på Centralposthusets torn vid Vasagatan, liksom Landstingshuset på Hantverkargatan. Många kyrkor runtom i Sverige har ett tornur från Linderoths, exempelvis Storkyrkan, Klara kyrkas tornur, Maria Magdalena kyrkas tornur, Skara domkyrka, Göteborgs domkyrka och Uppsala domkyrka.
Firman förfogade över en av Sveriges skickligaste konstruktörer av ur och precisionsinstrument, Claes Gustaf Schweder. Han kom redan 1858 till firman, blev verkmästare 1871 och gick i pension 1916. Tornuren som han konstruerade hörde till de bästa i världen. Bland dem kan nämnas Klara kyrkas tornur, som hade en av Schweder förbättrad  grahamgång (en precisionsgång för pendelur) med konstant kraft. Det innebar att exempelvis vindtryck på de stora visarna inte inverkade på den kraft som tillfördes av verket. Schweder var även konstruktör av Linderoths kalenderur (återfinns numera vid Norrmalmstorg). Linderoths firma existerade under tre generationer. Efter Lars Linderoths (J.G. Linderoths adoptivson) död fortsatte hustrun Viran Linderoth att driva firman vidare. Företaget upphörde slutligen 1963 och huset revs 1968.

### F.W. Tornberg urfabrik & urhandel

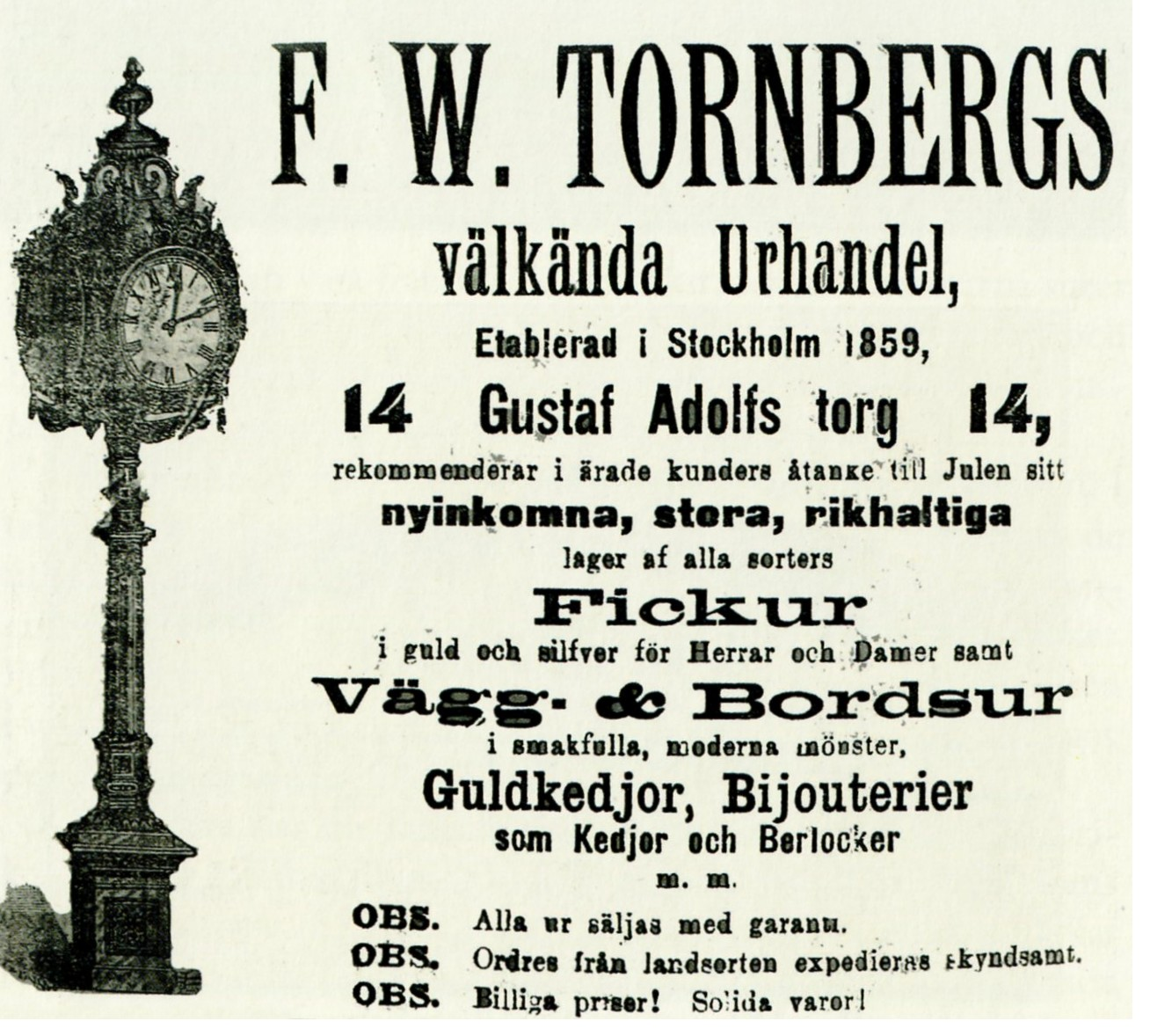
F.W. Tornbergs ur reklam från 1897.

Linderoths enda större konkurrent på området torn- och byggnadsur i Sverige var F.W. Tornberg urfabrik & urhandel som grundades år 1859 av Fredrik Wilhelm Tornberg. Urhandeln låg till en början vid Gustaf Adolfs torg 14, hörnet Regeringsgatan. Omkring 1914 revs byggnaden och med den uraffären. Då flyttade Tornberg urfabrik & urhandel några kvarter längre bort till Regeringsgatan 6, med klocka och allt. 1973 stängde F.W. Tornbergs uraffär för gott.
Firmans numera mest kända arbete är Tornbergs klocka som sedan 1916 står monterad på en kolonn vid Nybroplan i Stockholm. Där utgjorde den en omtyckt mötesplats. Enligt ett avtal med Stockholms drätselnämnd skänkte urmakare Tornberg själva urverket till staden med villkor att hans namn skulle stå på urtavlan. I Ingmar Bergmans självbiografi Laterna Magica påstår regissören att 1968 års vänsterrörelse framfört kravet att "Dramaten borde brännas och att Sjöberg och Bergman lämpligen borde hängas i Tornbergs klocka på Nybroplan".
Ett annat känt Tornbersur är Centralens gamla klocka som sedan oktober 2013 står på Centralplan utanför Stockholms centralstation. Detta stationsur från omkring 1910 har en mindre Odyssé bakom sig. Ursprungligen prydde det biljetthallens tak, sedan resgodskiosken i vänthallen, därefter försvann klockan i järnvägsmuseet vid Tomteboda och senare i Sveriges järnvägsmuseum i Gävle. Mellan 1983 och 2012 fanns den återigen på Tomteboda och stod på en granitkolonn framför huvudingången till Tomteboda postterminal. Efter en grundlig renovering återinvigdes klockan den 23 oktober 2013 på sin nuvarande plats i centrala Stockholm.
Bland större ur från F.W. Tornbergs produktion kan nämnas Vrigstads kyrkas tornur och stationsuret för Åsljunga järnvägsstation. Tornuret som sitter i Oscar-Fredriksborgs fästnings nedre verk, med urtavlan riktad ut över gården, är tillverkat av Tornberg. Uret i fästningen är utrustat med ett slagverk där en vajer lyfter upp en metallkläpp som sedan slår till på en klocka. Uret slår varje hel och varje halv timme. Uret underhålles idag av en ideell grupp.

## Tillverkare av elektriska torn- och byggnadsur

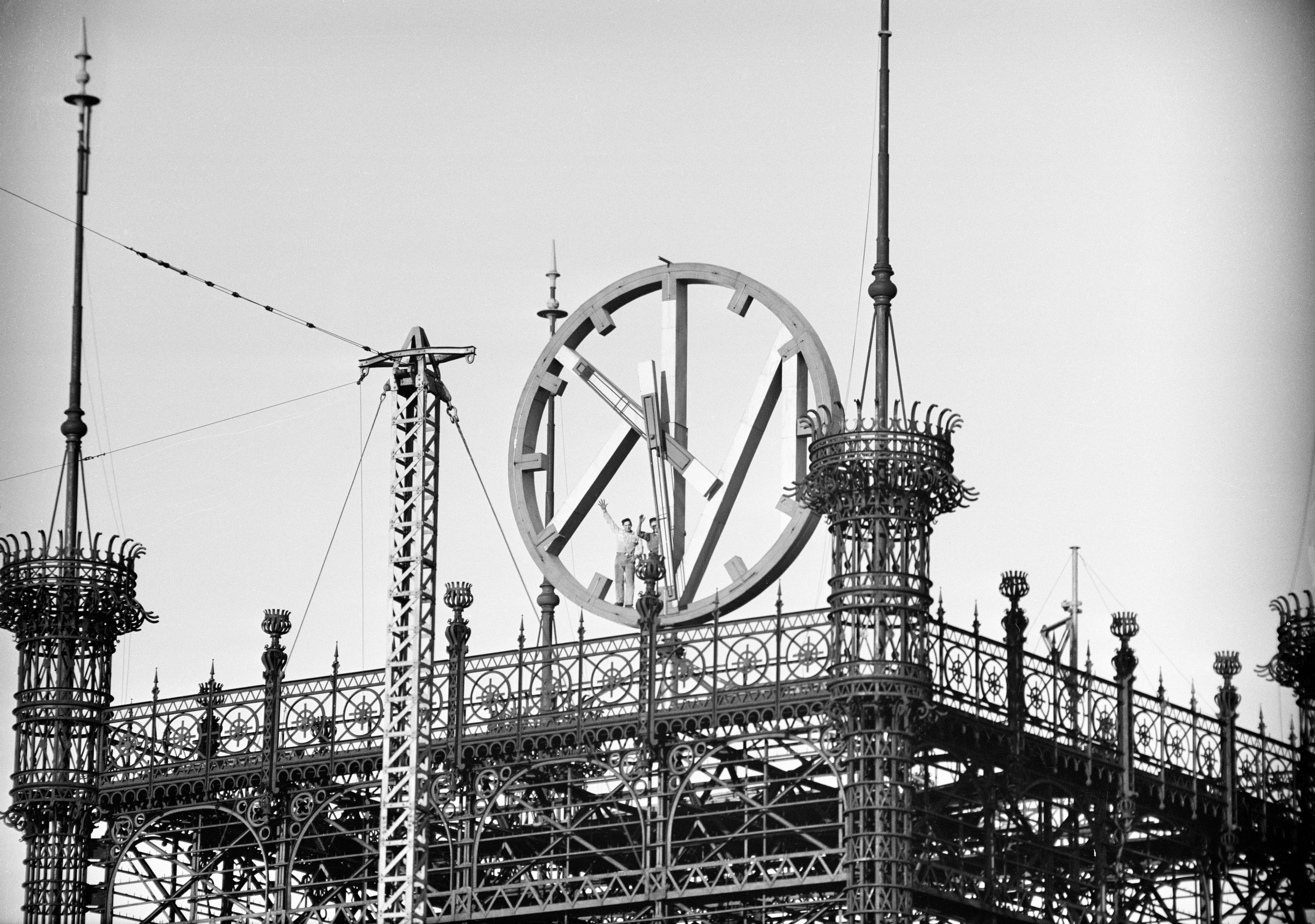
NK-klockan på Telefontornet 1952.

På 1910-talet kom de första elektriska urverken för tornur, då tyska AEG med filial vid Karduansmakargatan 9 återfinns i Stockholms adresskalender från 1914. Under 1920- och 1930-talen minskade uppdragen och produktionen av mekaniska tornur kraftigt och tornursverkstaden på Linderoths urfabrik lades ner 1942.
Vid samma tid började företag som tillverkade elektriska urverk för större ur ta över marknaden. Till dem hörde det kända Törebodaföretaget Westerstrand & Söner, ett annat var ASEA. ASEA tillverkade urverket för bland annat Nordstjernanhusets byggnadsur vid Stureplan 3 och konstruerade NK-klockan, som monterades 1939 på Telefontornet och 1954 flyttades till varuhuset NK:s tak. NK-klockan var på sin tid Europas största roterande klocka och neonskylt. Även LM Ericsson producerade elektriska urverk, ett av dem finns kvar i form av fasaduret för Svenska Handelsbankens filial vid Kungsgatan 1.
Idag är huvudsakligen Westerstrand urleverantör för Stockholms tunnelbana och pendeltåg. Klockorna är centralstyrda och omställningen mellan normaltid och sommartid sker automatiskt.

## Funktion och utseende

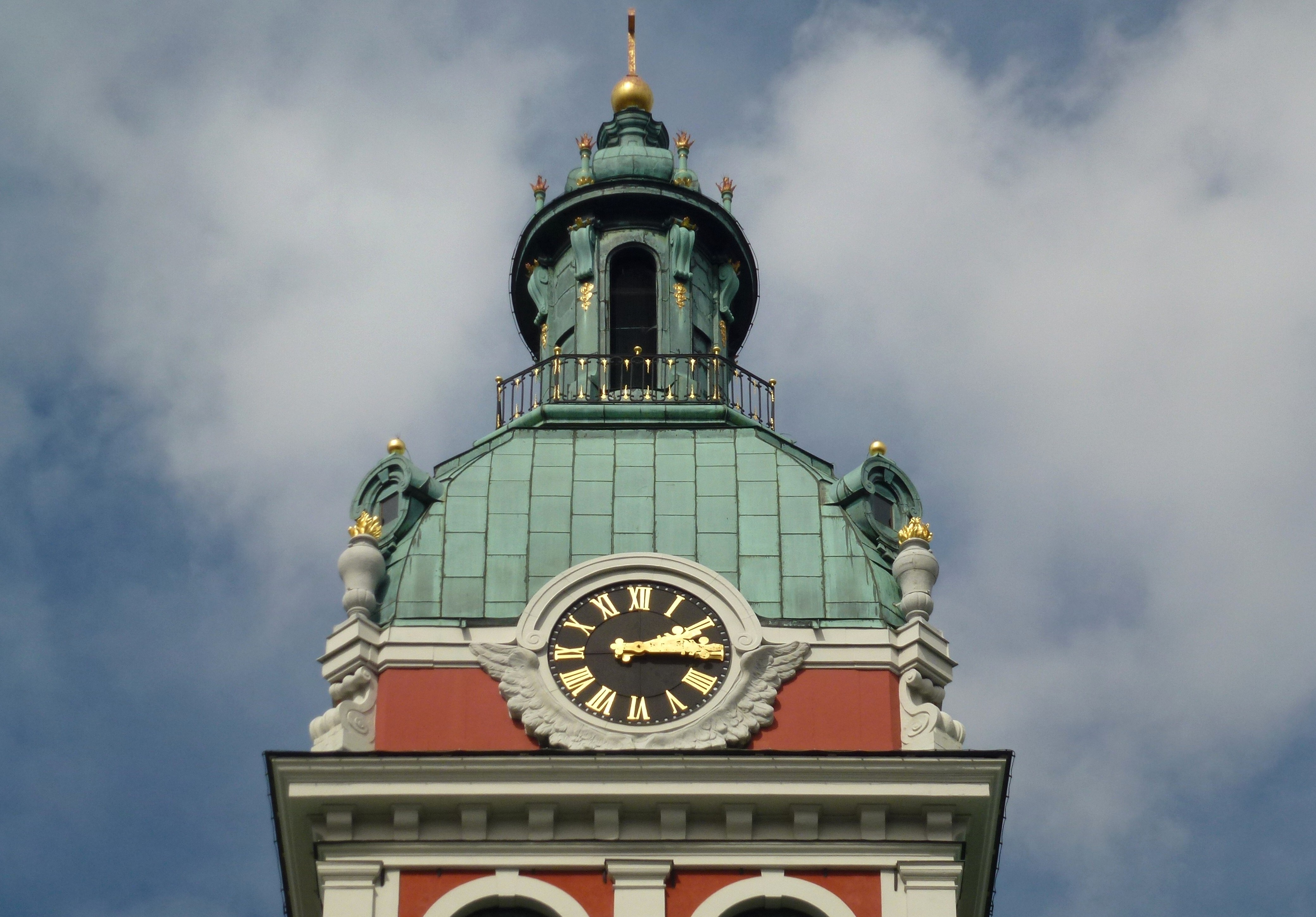
Sankt Jacobs kyrkas tornhuv och ur. Siffrorna "V" till "VIII" står upp-och-ner.

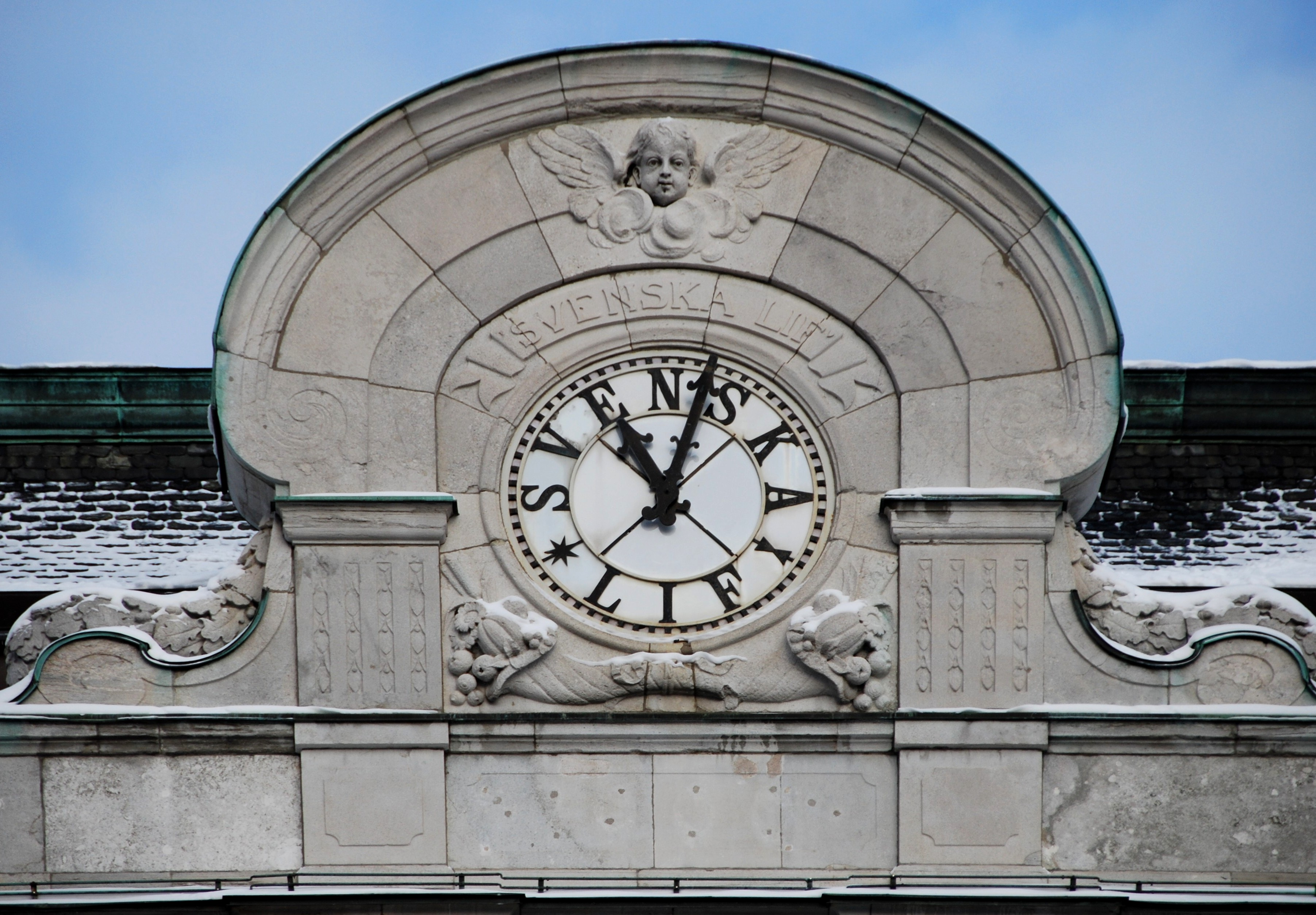
Svenska Lifs ur, Norrmalmstorg.

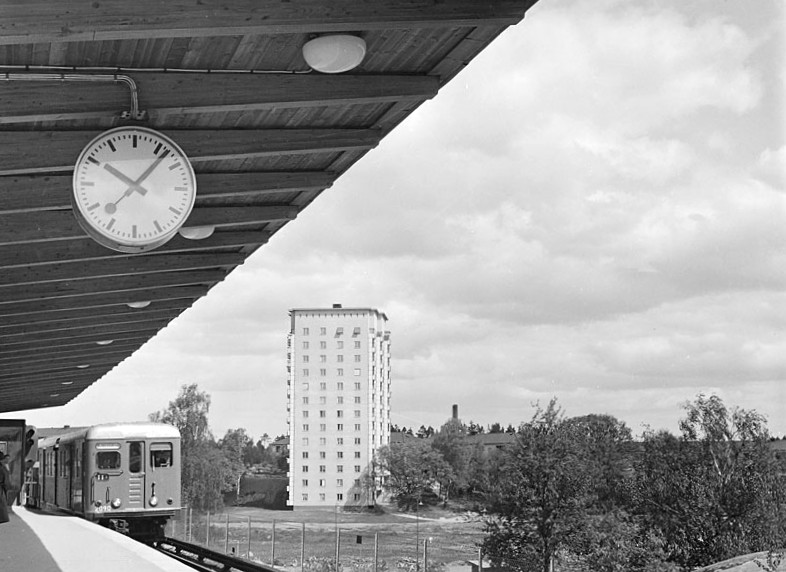
Tunnelbanans äldre stationsur, här på Råcksta station, 1952.

De flesta mekaniska tornuren drevs av lod (en tyngd) som måste vevas upp med jämna mellanrum (cirka en vecka) samt en pendel som reglerade gången. Urverkens storlek varierar kraftigt. Klara kyrkas tornurs verk är cirka 2,5 meter långt och står på ett stadigt betongfundament, medan Stockholm–Roslagens Järnvägars stationsur har ett cirka 0,5 meter brett verk, som stå på ett eget stålstativ.
Finns flera urtavlor på samma torn, som exempelvis på kyrkor, drivs deras visare av ett och samma urverk via drivaxlar och en visarväxel. Det innebär även att samtliga fyra ur visar fel eller stannar om verket skulle krångla. Till undantagen hör Katarina kyrkas tornur som har fyra verk, ett till varje urtavla. Katarina kyrkas urverk går med en noggrannhet av +/-1 sekund på 3 miljoner år eftersom det styrs via GPS av atomuret i Frankfurt.
Själva urtavlan gestaltades förr i regel mycket genomarbetad. Formgivningen varierar och det finns knappt två likadana urtavlor på Stockholms torn- och byggnadsur. De är en del av byggnadens arkitektur och återspeglar sin samtids stilriktning. Urtavlans olika tal från 1 till 12 anges ofta med romerska siffror, där siffran "4" visas ibland med fyra streck, alltså "IIII" istället för korrekt "IV". Anledningen är av estetisk natur, man vill uppnå en optisk balans till siffran "VIII" som ligger mittemot. Ett av undantagen utgör Tyska kyrkans tornur, där "IV" återges korrekt samt att siffrorna "IV", "V", "VI", "VII" och "VIII" är rättvända. På Sankt Jacobs kyrkas urtavla och många andra står dessa upp-och-ner. För att kunna se tiden även efter mörkrets inbrott, har många av Stockholms kyrkur numera urtavlor av genomskinligt glas, som belyses nattetid inifrån.
Medan romerska siffror på kyrkornas tornur är vanliga finns det även några mycket individuellt utformade urtavlor i Stockholm.  Stockholm–Roslagens Järnvägars stationsur har utöver romerska siffror även astronomiska symboler för Venus, Mars, Jupiter och Ceres. Nordstjernanhusets byggnadsur som gestaltades av arkitekt Ivar Tengbom uppvisar inga siffror alls utan allehanda sjöfartsanknutna symboler som fartyg, ankare, treudd och naturligtvis en “nordstjärna” på position för siffran sex. Klockan på Svenska Lifs hus vid Norrmalmstorg har inte heller några siffror. Här valde man istället företagets namn “SVENSKA LIF” plus två symboler för att komma upp i tolv tecken.
Moderna byggnadsur används utöver klockfunktion även gärna som reklampelare. Exempel på detta är NK-klockan, Aftonbladets klocka på Centralpalatset och Åhlénsklockan utanför Åhléns Söder. Den senare kröns av en dalahäst som skall påminna om företagets ursprung i Dalarna. Ibland visas utöver tiden även annan information, som på Katarinahissens digitalklocka, vilken växlar mellan att visa tid och temperatur med hjälp av 768 lyspunkter.
Känd för Stockholms äldre tunnelbaneresenärer är det “klassiska” stationsuret där urtavlan gestaltades funktionalistisk med enbart streck och utan siffror och en röd sekundvisare med rund skiva längst ut som skulle erinra om stinsens röda spade. Uret konstruerades ursprungligen 1944 av elektroingenjören och industridesignern Hans Hilfiker för Schweizerische Bundesbahnen och kallas därför även för Schweizer Bahnhofsuhr. Designen, som blev förebild för många andra stationsur, var framtagen för att den resande skulle kunna avläsa tiden från långt håll. Sekundvisaren hade jämn gång men stannade upp 1,5 sekunder när minutvisaren hoppade till nästa streck.

### Timslag och klockspel, några ljudexempel
|  |  |  |  |  |

## Nutid och framtid
Det år 1990 av en brand (se Katarinabranden 1990) förstörda tornuret för Katarina kyrka rekonstruerades av ystadsföretaget M & E Ohlssons klockgjuteri, dock med ett modernt, elektriskt urverk. Numera styr digitaltekniken många av dagens moderna elektriska ur, men den analoga visningen med konventionella visare dominerar.
Brist på underhåll och slitage har lett till att många äldre, mekaniska urverk för torn- och byggnadsur har bytts ut mot elektriska verk. Att renovera ett gammalt mekaniskt urverk är dyrt och kräver specialkompetens. Ibland får det gamla verket stå kvar, men det händer även att det kasseras trots att det är en historisk del av byggnaden. Klassiska urverk går inte att skydda genom exempelvis k-märkning. Detta förhållande har kritiserats av bland andra Peter Borgelin,  ordförande för "De Gamla Urens Vänner" i Malmö och medförfattare till boken om G.W. Linderoths Urfabrik.

## Torn- och byggnadsur, ett urval
| Bild | Beteckning                                | Beskrivning |
| ---- | ----------------------------------------- | --- |
|      | Storkyrkans tornur                        | Stockholms domkyrka erhöll sitt första tornur 1471 på Sten Sture d.ä.s initiativ, men då rörde det sig om ett slagur. Storkyrkans nuvarande tornur hör till Linderoths äldsta fortfarande fungerande tornurverk, som sedan 1888 gör sin tjänst. Varje urtavla är tillverkad av svartmålad kopparplåt med förgyllda romerska siffror. 59°19′33″N 18°04′14″Ö / 59.32583°N 18.07056°Ö |
|      | Klara kyrkas tornur                       | Klara kyrkas tornur är också byggd i Linderoths verkstad. Det kom på plats i slutet av 1880-talet i samband med Helgo Zettervalls restaurering 1884–1886, då tornet uppfördes till sin nuvarande höjd. Nuvarande urverk drivs elektriskt och installerades 1966 av törebodaföretaget Westerstrand & Söner. 59°19′01″N 18°04′41″Ö / 59.31694°N 18.07806°Ö |
|      | Maria Magdalena kyrkas tornur             | Maria Magdalens kyrka tornur är tillverkat 1910 av Linderoths och numera ersatt av ett verk från Westerstrand & Söner. Det gamla verket står kvar. Tidigare drevs kyrkans tornur av ett verk från Stjärnsunds manufakturverk, som numera återfinns i Polhemsrummet på Tekniska Museet i Stockholm. 59°19′08″N 17°52′13″Ö / 59.31889°N 17.87028°Ö |
|      | Katarina kyrkas tornur                    | Katarina kyrkas gamla mekaniska tornur förstördes vid Katarinabranden 1990. Urverket, urtavlan och visare renoverades i början av 1990-talet och hör därmed till Stockholms moderna tornur med gammalt utseende. De fyra urverken (ett för varje urtavla) är anslutna till atomuret i Frankfurt och därmed mycket exakta. Tillverkning och installation utfördes av M & E Ohlssons klockgjuteri i Ystad, som även rekonstruerade de väldiga urtavlorna. 59°19′01″N 18°04′41″Ö / 59.31694°N 18.07806°Ö |
|      | Tyska kyrkans tornur                      | Kyrkans nuvarande urverk drivs elektriskt. Kyrkans äldre urverk är bortkopplat men står kvar. Det levererades på 1880-talet av den tyska firman C.F. Rochlitz Gross-Uhren-Fabrik Berlin S efter att tornet hade drabbats av en eldsvåda 1878 och nyuppfördes därefter. Uret styr kvarts- och timslag och varje dag även ett automatiskt klockspel som består av 24 slagklockor. 59°19′27″N 18°04′18″Ö / 59.32417°N 18.07167°Ö |
|      | Linderoths kalenderur                     | Kalenderuret är Linderoths äldsta fungerande byggnadsur som sedan 1891 smyckade företagets urhandel vid Drottninggatan 28. Uret stannade 1967 och 1968 revs huset. Sedan förvarades det hos Stockholms stadsmuseum och renoverades 1977. Det finns sedan dess på fasaden av före detta Kreditbankens hus vid Norrmalmstorg. Utöver tid (timmar och minuter) visar klockan även sekunder, dag (som siffra), veckodag, månad och årtal. Det var mycket ovanligt att ett så stort ur hade sekundvisare. Endast årtalet måste ändras manuellt. 59°19′59″N 18°4′26″Ö / 59.33306°N 18.07389°Ö |
|      | Tornbergs ur (1)                          | Uret är monterat på en dorisk kolonn och placerades på Nybroplan 1916. Enligt ett avtal med Stockholms drätselnämnd skänkte urmakare F.W. Tornberg själva urverket till staden med villkor att hans namn skulle stå på urtavlan . En form av sponsring således. Uret togs i bruk år 1916, och har under årens lopp flyttas något. 59°19′57.96″N 18°4′32.74″Ö / 59.3327667°N 18.0757611°Ö |
|      | Tornbergs ur (2)                          | Ytterligare ett "Tornbergs ur" finns inne i Östermalms saluhall. Uret sitter mitt på norra långväggen mot Humlegårdsgatan och kom upp 1888, samtidigt med att hallen byggdes. Mittemot, på långväggen mot syd finns en stor barometer, som en pendang till klockan. Konkurrenten Linderoths urfabrik hade ett av sina ur i gamla Hötorgshallen vid Hötorget. Det försvann dock när hallen revs 1953. 59°20′9.49″N 18°4′41.12″Ö / 59.3359694°N 18.0780889°Ö |
|      | Centralens gamla klocka                   | Denna klocka var ursprungligen ett stationsur och troligen av fabrikat F.W. Tornbergs urfabrik och tillverkat på 1910-talet. Det stod på biljetthallen utanför Stockholms Central. Klockan fanns även under några år inne i den stora vänthallen och flyttades på 1950-talet till järnvägsmuseet i Tomteboda. År 1983 placerades den av Postverket utanför Tomteboda postterminal. Klockan står på en kolonn i dorisk ordning och kröns av SJ:s logo, det bevingade järnvägshjulet. Urtavlan har både romerska och arabiska siffror. 59°20′52″N 18°00′54″Ö / 59.34778°N 18.01500°Ö |
|      | Centralens gamla klocka                   | SJ:s gamla klocka renoverades med bland annat förgylld SJ-logo (det bevingade och krönta järnvägshjulet) och flyttades från Tomteboda till Centralplan utanför Stockholms Central där den återinvigdes den 23 oktober 2013. 59°19′49″N 18°03′30″Ö / 59.33028°N 18.05833°Ö |
|      | Engelbrektskyrkans tornur                 | Engelbrektskyrkan är byggd i granit och tegel och monumentalt belägen på en kulle. Byggnaden ritades av Lars Israel Wahlman och invigdes 1914. Tornuret, som visar tiden åt fyra håll, är från samma år och gestaltades av Wahlman. Istället för siffror finns för varje heltimme ett förgyllt ansikte med vingar. Stilen är nationalromantiskt med inslag av jugend. Uret hade ursprungligen ett verk från Linderoths urfabrik. Numera är det gamla mekaniska verket ersatt av ett elektriskt dito. 59°20′38.8″N 18°04′2.9″Ö / 59.344111°N 18.067472°Ö |
|      | Engströms ur                              | Engströms ur finns på fasaden för Rob. Engströms urmakeri vid Drottninggatan 32. Företaget etablerades redan år 1832 av bröderna Wahlqvist och hette fram till 1860 Bröderna Wahlqvist urhandel. Urmakeriet hör därmed till ett av norra Europas äldsta kvarvarande i sitt slag. Rob. Engström är även en av Sveriges kungliga hovleverantörer. Fram till 1960-talets slut fanns uraffären inklusive byggnadsuret vid Hamngatan 10. När hela kvarteret revs 1970 i samband med Norrmalmsregleringen flyttades verksamheten till nuvarande adress på Drottninggatan. 59°19′50″N 18°03′51″Ö / 59.33056°N 18.06417°Ö                                                                                  |
|      | Wohlins ur                                | Wohlins ur fanns på fasaden för Wohlin urhandel vid Biblioteksgatan 12. Företaget grundades 1858 av urmakaren Per Nilsson Wohlin (1837-1889). Vid den tidigare adressen, Stora Nygatan 25 hänger ytterligare ett av Wohlins ur, som är utformat som ett stort fickur. 59°20′04″N 18°04′22″Ö / 59.33444°N 18.07278°Ö |
|      | Stockholms-Tidningens klocka              | Ett byggnadsur, tillverkat 1903 av Linderoths urfabrik för Stockholms-Tidningen. Mannen som bär klockan skapades 1903 av skulptören Gottfrid Larsson. Stockholms-Tidningens byggnad revs i slutet av 1980-talet och skulpturen med klockan sattes upp på det nya kontorshuset i samma hörn av Vattugatan och Klara södra kyrkogata. 59°19′49″N 18°3′45″Ö / 59.33028°N 18.06250°Ö |
|      | Centralposthusets ur                      | Centralposthuset uppfördes under åren 1898–1903 och arkitekt Ferdinand Boberg, som gestaltade fasaderna. Linderoths levererade urverket som fortfarande (2008) fungerar. Centralposten var ett av flera samarbeten mellan Boberg och Linderoth, bland dessa kan nämnas tornuren för Konstindustriutställningen 1909 och för Uppenbarelsekyrkan, Saltsjöbaden 1913. 59°19′56″N 18°3′33″Ö / 59.33222°N 18.05917°Ö |
|      | Stockholm–Roslagens Järnvägars stationsur | Det rör sig om ett byggnadsur och tidigare stationsur, tillverkat 1915 av Linderoths urfabrik för Stockholm–Roslagens Järnvägar. Den vackra urtavlan prydde järnvägens gamla slutstation vid Engelbrektsplan 2 på Östermalm. 59°20′14″N 18°04′15″Ö / 59.33722°N 18.07083°Ö |
|      | Nordstjernanhusets byggnadsur             | Byggnadsuret på Nordstjernanhuset vid Stureplan 3 formgavs av arkitekt Ivar Tengbom i samband med ombyggnaden av huset 1919. Byggnaden uppfördes ursprungligen 1898-1899 för KM Lundbergs varuhus, redan då fanns ett ur på fasaden mot Stureplan. Urverket från 1919 är elektriskt och har tillverkats av ASEA. 59°20′7.24″N 18°04′22.28″Ö / 59.3353444°N 18.0728556°Ö |
|      | Ur i Stockholms stadshus                  | Stadshusarkitekten Ragnar Östberg föreslog redan 1909 ett tornur. År 1916 donerades tornuret som finns på tornets norrsida ovanför Göransleken av Linderoths urfabrik. Ägaren Johan Gustaf Linderoth hade själv skissad på urtavlan. Uret har efter gammalt mönster bara timvisare och är kopplat till tornklockorna. Ett speciellt maskineri med två stycken hundra kilo tunga lod driver uret, timslagen och Örjanslåten samt Göransleken. 59°19′39″N 18°03′18″Ö / 59.32750°N 18.05500°Ö |
|      | NK-klockan                                | NK-klockan är en roterande neonskylt, som finns på taket av varuhuset NK vid Hamngatan 18-20. Den monterades ursprungligen 1939 på Telefontornet, togs ner 1953 och fick 1954 sin nuvarande plats. NK-klockan konstruerades och tillverkades 1939 av Ingenjörsfirman Teknik ASEA under medverkan av Ruben Morne. Urtavlan har sju meters diameter och visar NK:s välbekanta logotyp i grönlysande neonrör på en sida och en klocka i rödlysande neonrör på den andra. Klockan var på sin tid Europas största roterande skylt. 59°19′58.6″N 18°4′8.79″Ö / 59.332944°N 18.0691083°Ö |
|      | Åhlénsklockan                             | Byggnaden för Åhléns Söder i hörnet Götgatan / Ringvägen på Södermalm uppfördes 1915 efter ritningar av arkitekt Edvard Bernhard. Den välkända klockan har fyra urtavlor samt en röd neonljusring svävande ovanför med en dalahäst högst upp. Hela skulpturen väger 3500 kilo och kom på plats i november 1942. Denna "tidskula" som syns lång väg längs Götgatan och Johanneshovsbron har blivit ett välkänt inslag i Södermalms stadsbild. 59°18′24″N 18°4′36″Ö / 59.30667°N 18.07667°Ö |
|      | Katarinahissens klocka                    | Nuvarande Katarinahissen invigdes 1936 och var byggd efter ritningar av Eskil Sundahl och Olof Thunström. Fram till 1960-talets slut var hissens topp fri från reklam. När Kooperativa förbundet klädde hissens maskinhus med företagets nya logo (den liggande åttan) monterades även tre klockor i höjd med restaurangen Gondolen. Klockorna har digitala siffror mot öst, väst och norr. Här visas omväxlande tid och temperatur. Ovanför skyltar sedan år 2001 Coop Sverige. 59°19′11.6″N 18°04′23.5″Ö / 59.319889°N 18.073194°Ö |
|      | Zodiaken-klockan                          | Zodiaken-klockan är formgiven av konstnären Endre Nemes. Den kallas även kort Zodiaken och smyckar sedan 1950 fasaden till bostadshuset Störtloppsvägen 13 i Västertorps centrum. Klockan var ett resultat av konstnärens samarbete med husets arkitekter Ernst Grönwall och Georg Varhelyi. Vid varje siffra sitter figurer ur djurkretsen eller zodiaken (därav namnet). Dessa är utförda i emalj med flera kulörer och räknas till Sveriges första monumentalarbete i detta material. Hela arrangemanget sträcker sig över två våningar, vilket motsvarar drygt fem meter. De tolv emaljarbetena tillverkades på Gustavsbergs badkarsfabrik. 59°17′32.4″N 17°58′5.1″Ö / 59.292333°N 17.968083°Ö |
|      | Klockor på Stockholms central             | En av Centralstationens viktigaste klockor återfinns mitt på Centralhallens västra vägg över utgången till spår 10. Den är tillverkad av Westerstrands och har en diameter på 90 centimeter. Urtavlan är belyst dels av en ring med LED-lampor, dels bakifrån. Detta ur passeras dagligen av över 200 000 resenärer och hör därmed till Sveriges mest betraktade offentliga klocka. 59°19′49″N 18°3′30″Ö / 59.33028°N 18.05833°Ö |
|      | Westerstrands stationsur                  | Ett modernt stationsur från år 2002 av fabrikat Westerstrand urfabrik i Töreboda, här vid Tvärbanans hållplats "Sickla kaj". Formgivningen är funktionell, strikt och utan siffror. Förebilden var Hans Hilfikers Schweizer Bahnhofsuhr. Urtavlan finns med och utan sekundvisare och är belyst inifrån. Liknande modeller är uppsatta på många perronger för Stockholms tunnelbana, pendeltåg och fjärrtåg. Det är Stockholms vanligast förekommande typ av offentlig klocka. |
|      | Byggnadsur på Nederland 20                | Byggnadsuret på fastigheten Nederland 20 vid Götgatan 46 sattes upp kring sekelskiftet 1900 av urmakaren Robert Edvard Engström (1864-1927) som hade verkstad och försäljning i huset. På ett fotografi från 1920-talet framgår att det stod Engström på gaveln och vidare Specialité guldur och pendyler. 59°18′57.09″N 18°4′19.58″Ö / 59.3158583°N 18.0721056°Ö |
|      | Henriksdals reningsverks byggnadsur       | Byggnadsuret på Henriksdals reningsverks fasad har digital visning med hjälp av en stor bildskärm. Här visas Stockholm Vattens logo samt aktuell tid och temperatur och dessutom, omväxlande med tiden, även mängden renat vatten i liter per sekund (bilden är ett fotomontage). 59°18′40.03″N 18°6′31.12″Ö / 59.3111194°N 18.1086444°Ö |